# Ste-Anne-St-Laurent (Trégastel)

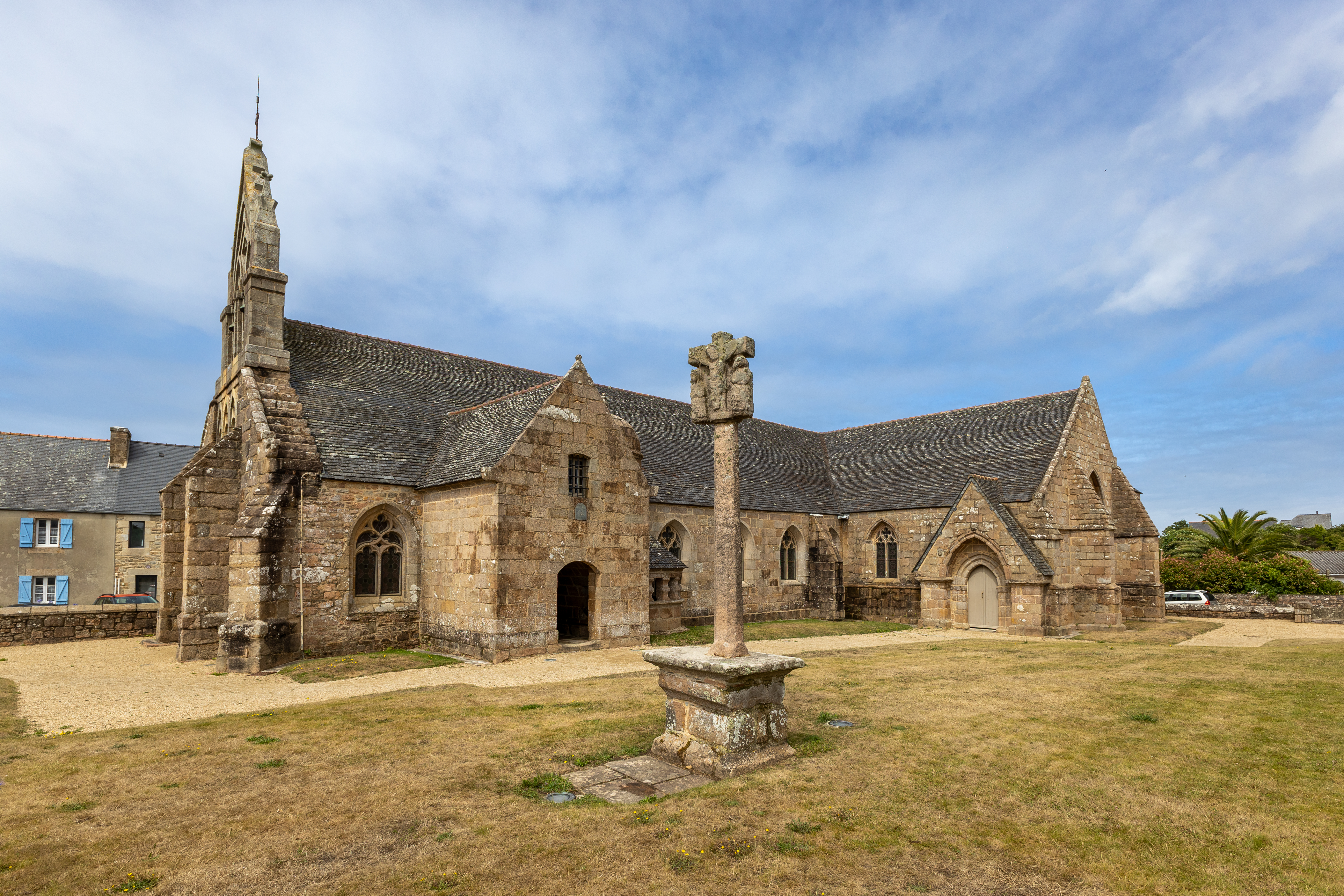
Die Pfarrkirche von Trégastel

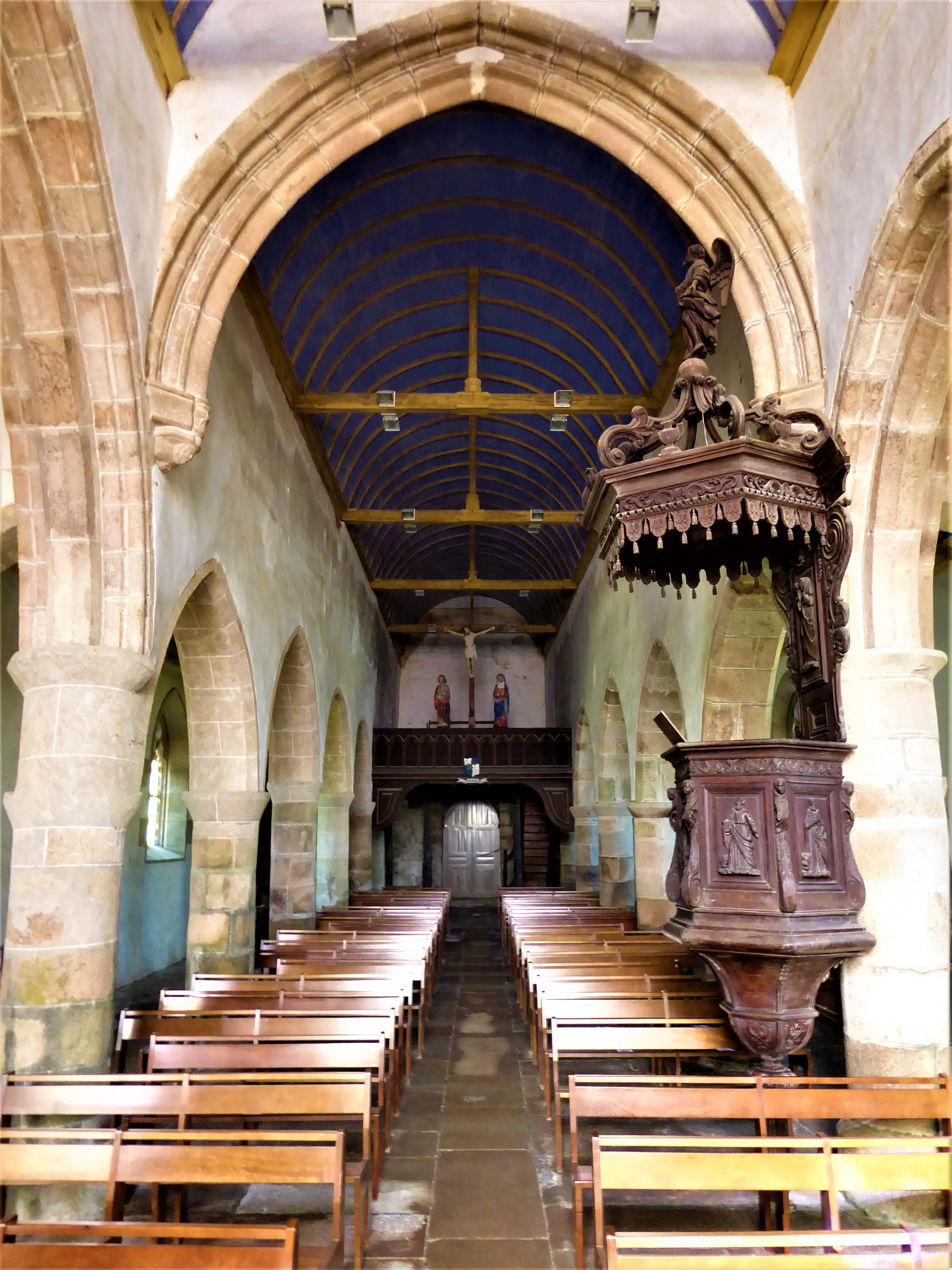
Blick durch das Langhaus

Ste-Anne-St-Laurent ist die römisch-katholische Pfarrkirche von Trégastel im Département Côtes-d’Armor  in der Bretagne. Chor, Querhaus und Ossuarium der Kirche sind seit 1909 und das Langhaus der Kirche seit 1916 als Monument historique klassifiziert.

## Geschichte
Die aus dem Granit der Côte de Granit Rose errichtete Pfarrkirche geht in ihren ältesten Teilen auf das Ende des 12. Jahrhunderts zurück. Das Langhaus sowie das südliche Seitenschiff wurden im Übergangsstil von der Romanik zur Gotik ausgeführt, der Chor wird in das 14. Jahrhundert datiert. Die Sakristei im Osten des Querhauses, die südliche Vorhalle sowie das Ossuarium im Winkel von Vorhalle und Seitenschiff stammen nach einer Giebelinschrift aus dem Jahr 1770. Der Glockengiebel über dem Westportal wurde 1895 wieder aufgebaut.
Das dreischiffige Langhaus der ungewölbten Hallenkirche umfasst sechs Joche. Der im Osten gerade schließende Chor umfasst drei Joche. Ihm ist im Süden eine querhausartige Seitenkapelle angefügt.